# Бризил, Доминик
Доминик Анджело Бризил (англ. Dominic Angelo Breazeale; род. 24 августа 1985, Глендейл, Калифорния, США) — американский боксёр-профессионал, выступающий в тяжёлой весовой категории. Участник Олимпийских игр (2012), чемпион США (2012) в любителях.
Среди профессионалов бывший претендент на титулы чемпиона мира по версиям IBF (2016) и WBC (2019), чемпион по версии WBC Continental Americas (2016—2017) в тяжёлом весе.
Лучшая позиция по рейтингу BoxRec — 8-я (ноябрь 2017) и являлся 2-м (после Деонтея Уайлдера) среди американских боксёров тяжёлой весовой категории, а по рейтингам основных международных боксёрских организаций занимал 4-ю строчку рейтинга WBC, 5-ю строку рейтинга WBO и 8-ю строку рейтинга The Ring — уверенно входя в ТОП-10 лучших тяжеловесов всего мира.

## Биография
Родился 24 августа 1985 года в городе Глендейл штата Калифорния в США.

## Любительская карьера
Доминик Бризил является бронзовым призёром чемпионата США по боксу 2011 года. В 2012 году он стал чемпионом США по боксу в категории свыше 91 кг, квалифицировался и участвовал в лондонской Олимпиаде, где выбыл в первом же круге — проиграв российскому боксёру Магомеду Омарову.

## Профессиональная карьера
Профессиональную боксёрскую карьеру Доминик начал 9 ноября 2012 года, победив техническим нокаутом в 1-м же раунде американского боксёра Кёртиса Ли Тейта (4-3).
24 августа 2013 года встретился с Ленроем Томасом. Бризил победил нокаутом в 4 раунде.
3 апреля 2014 года встретился с Наги Агилерой. Бризил победил единогласным решением судей в 8-раундовом бою. Агилера стал первым, кто простоял с Бразилом до конца боя
21 июня 2014 года встретился с Девином Варгасом. Бризил победил техническим нокаутом в 3 раунде.
16 августа 2014 года встретился с Билли Замбраном. Бризил победил нокаутом во 2 раунде.
7 марта 2015 года встретился с Виктором Бисбалем. Бризил победил техническим нокаутом в 4 раунде.
6 июня 2015 года встретился с непобежденным Ясмани Консуэгра. Бризил победил техническим нокаутом в 3 раунде.
26 сентября 2015 года встретился с Фредом Касси. Бризил победил единогласным решением судей.

### Возможный бой с Чарльзом Мартином
12 декабря 2015 года у Доминика Бризила был запланирован бой с небитым американским «проспектом» Чарльзом Мартином (22-0-1), но за два дня до боя команда Чарльза Мартина отказалась от встречи с Бризилом, после того как стало известно, что у Мартина появилась возможность провести бой за вакантный титул чемпиона мира по версии IBF.

### Бой с Амиром Мансуром
После этого 23 января 2016 года состоялся бой Доминика за вакантный титул чемпиона по версии WBC Continental Americas с 43-летним американским боксёром Амиром Мансуром (22-1-1, 16КО). В 3 раунде Мансур послал Бразила в нокдаун, но он поднялся и продолжил бой. В итоге Бразил победил в 5-м раунде отказом Мансура от продолжения боя — Мансур не смог продолжить бой из-за полученного перелома челюсти.

### Чемпионский бой с Энтони Джошуа
25 июня 2016 года в Лондоне у Доминика состоялся бой с чемпионом мира по версии IBF непобеждённым британцем Энтони Джошуа (16-0, 16КО). Для Джошуа это была первая защита чемпионского титула который он отобрал 9 апреля 2016 года нокаутировав американца Чарльза Мартина, с которым у Доминика не состоялся запланированный бой на 12 декабря 2015 года. Доминик Бризил в свою очередь заявлял, что гарантированно отберёт у Джошуа титул IBF. Но в бою уже с первого раунда Джошуа имел явное преимущество, а Бризил всё время опаздывал не успевая за скоростью Джошуа, пропуская большое число ударов. Бой выглядел односторонним. Бризил смог вытерпеть первые шесть раундов и перевести бой во вторую половину, однако в самом начале 7-го раунда Джошуа отправил его на настил ринга, тот поднялся, но после ещё одного нокдауна бой был остановлен.

### Бой с Изуагбе Угонохом
25 февраля 2017 года у Доминика должен был состояться бой с бывшим претендентом на титул чемпиона мира по версии WBC поляком Артуром Шпилькой (20-2, 15 KO), однако чуть больше чем за месяц до боя последнего заменили на другого польского бойца нигерийского происхождения проспекта-нокаутёра Изуагбе Угоноха (17-0, 14 KO). Угонох очень хорошо начал бой, уверенно выиграв два первых раунда, однако вначале третьего он стал действовать крайне агрессивно и нарвался на контрудар Бризила, который отправил его в нокдаун. Угонох смог пережить еще несколько тяжелых моментов в этом раунде, а в его концовке даже сам потряс Бризила. В четвертом раунде Угонох полностью доминировал в ринге и отправил Бризила в нокдаун, однако тот смог выстоять, в пятом раунде Бризил отправил Угоноха на помост ринга дважды — после второго падения темнокожего поляка в этом раунде (и третьего за бой) рефери остановил поединок, зафиксировав победу Доминика Бризила нокаутом. Третий раунд боя был признан раундом года по версии журнала The Ring.

### Бой с Эриком Молиной
12 октября 2017 года Всемирный боксёрский совет постановил, что бой Доминик Бризил — Эрик Молина будет иметь статус боя за звание обязательного претендент на титул чемпиона мира по данной версии, которым в данный момент обладает Деонтей Уайлдер (38-0, 37 КО), однако позже президент WBC Маурисио Сулейман уведомил, что поединок Бризил−Молина не станет финальным элиминатором, но «приблизит» победителя к поединку против чемпиона.
Относительно вялотекущий поединок взорвался зрелищной рубкой в 5-м раунде, а в 8-й трёхминутке бой завершился — Молина побывал в нокдауне, прозевав правый в голову от Бризила и с трудом продержался до конца раунда, но на 9-й раунд не вышел. Бризил победил отказом от продолжения боя в 8 раунде и занял 2 место в рейтинге WBC

### Чемпионский бой с Деонтеем Уайлдером
В конце марта 2018 года стало известно, что Международная федерация бокса (IBF) назначила на 10 апреля проведение промоутерских торгов между командами супертяжей Кубрата Пулева (25-1, 13 КО) из Болгарии и Доминика Бризила (19-1, 17 КО) из США. На кону данного поединка стоял статус обязательного претендента на бой с чемпионом мира по линии IBF, которым в данный момент являлся Энтони Джошуа (21-0, 20 КО). Но в начале апреля 2018 года чемпион мира по версии WBC в супертяжёлом весе Деонтей Уайлдер (40-0, 39 КО) подтвердил появившиеся слухи, что его следующим соперником может стать экс-претендент на титул IBF Доминик Бризил. И вскоре стало известно, что команда Доминика Бризила отказалась вести переговоры о претендентском бое с болгарином Кубратом Пулевым и полностью сосредоточилась на подготовке боя с американцем Деонтеем Уайлдером.
19 марта 2019 года было официально объявлено что бой с Деонтеем Уайлдером состоится 18 мая 2019 года.

### Бой с Отто Валлином
20 февраля 2021 года в 12-ти раундовом бою единогласным решением судей (счёт: 111-117, 110-118, 112-116) уступил молодому шведу Отто Валлину (21-1-0-1). И согласно статистике CompuBox, в этом бою Бризил нанёс сопернику более чем в два раза меньше точных ударов — 91 против 232.

## Статистика профессиональных боёв
В таблице перечислены результаты всех поединков боксёров.
В каждой строке указан результат поединка. Дополнительно номер поединка обозначен цветом, который обозначает итог поединка. Расшифровка обозначений и цветов представлена в нижеследующей таблице.
| Пример | Расшифровка                     |
| ------ | ------------------------------- |
|        | Победа                          |
|        | Ничья                           |
|        | Поражение                       |
|        | Планируемый поединок            |
|        | Поединок признан несостоявшимся |
| КО     | Нокаут                          |
| ТКО    | Технический нокаут              |
| PTS    | Решение судей (по очкам)        |
| UD     | Единогласное решение судей      |
| MD     | Решение большинства судей       |
| SD     | Раздельное решение судей        |
| RTD    | Отказ от продолжения боя        |
| DQ     | Дисквалификация                 |
| NC     | Поединок признан несостоявшимся |

| 23 поединка, 20 побед (18 нокаутом), 3 поражения. | 23 поединка, 20 побед (18 нокаутом), 3 поражения. | 23 поединка, 20 побед (18 нокаутом), 3 поражения. | 23 поединка, 20 побед (18 нокаутом), 3 поражения. | 23 поединка, 20 побед (18 нокаутом), 3 поражения. | 23 поединка, 20 побед (18 нокаутом), 3 поражения. | 23 поединка, 20 побед (18 нокаутом), 3 поражения. |
| Бой                                               | Рекорд                                            | Дата боя                                          | Соперник                                          | Место проведения боя                              | Раундов, время                                    | Дополнительно |
| ------------------------------------------------- | ------------------------------------------------- | ------------------------------------------------- | ------------------------------------------------- | ------------------------------------------------- | ------------------------------------------------- | --- |
| 23                                                | 20-3                                              | 20 февраля 2021                                   | Отто Валлин (21-1-0-1)                            | Мохеган-сан, Анкасвилл, Коннектикут, США          | UD 12 (12)                                        | Счёт: 111-117, 110-118, 112-116. |
| 22                                                | 20-2                                              | 18 мая 2019                                       | Деонтей Уайлдер (40-0-1)                          | Барклайс-центр, Бруклин, Нью-Йорк, США            | KO 1 (12), 2:17                                   | Бой за титул чемпиона мира по версии WBC (9-я защита Уайлдера) в тяжёлом весе.                                                                                              |
| 21                                                | 20-1                                              | 22 декабря 2018                                   | Карлос Негрон (20-1)                              | Барклайс-центр, Бруклин, Нью-Йорк, США            | KO 9 (10), 1:37                                   | |
| 20                                                | 19-1                                              | 4 ноября 2017                                     | Эрик Молина (26-4)                                | Барклайс-центр, Бруклин, Нью-Йорк, США            | RTD 8 (12), 3:00                                  | Молина в нокдауне в 8-м раунде. |
| 19                                                | 18-1                                              | 25 февраля 2017                                   | Изуагбе Угонох (17-0)                             | Бирмингем, Алабама, США                           | КО 5 (10), 0:50                                   | Угонох в нокдауне в 3-м и 5-м раундах. Бризил в нокдауне в 4-м раунде. |
| 18                                                | 17-1                                              | 25 июня 2016                                      | Энтони Джошуа (16-0)                              | О2 Арена, Лондон, Великобритания                  | TKO 7 (12), 1:01                                  | Бой за титул чемпиона мира по версии IBF (1-я защита Джошуа) в тяжёлом весе. Бризил в нокдауне в 7-м раунде.                                                                |
| 17                                                | 17-0                                              | 23 января 2016                                    | Амир Мансур (22-1-1)                              | Лос-Анджелес, Калифорния, США                     | RTD 5 (10), 3:00                                  | Завоевал вакантный титул чемпиона по версии WBC Continental Americas в супертяжёлом весе. Мансур не смог продолжить из-за сломанной челюсти. Бризил в нокдауне в 3-м раунде |
| 16                                                | 16-0                                              | 26 сентября 2015                                  | Фред Касси (18-3-1)                               | Бирмингем, Алабама, США                           | UD 10 (10)                                        | Счёт: 98-92, 97-93, 100-90. |
| 15                                                | 15-0                                              | 6 июня 2015                                       | Ясмани Консуэгра (17-0)                           | Карсон, Калифорния, США                           | TKO 3 (8), 1:49                                   | |
| 14                                                | 14-0                                              | 7 марта 2015                                      | Виктор Бисбаль (21-2)                             | MGM Grand Garden Arena, Лас-Вегас, Невада, США    | TKO 4 (8), 1:28                                   | |
| 13                                                | 13-0                                              | 11 декабря 2014                                   | Эпифанио Мендоза (40-19-1)                        | Темекьюла, Калифорния, США                        | KO1 (8), 2:35                                     | |
| 12                                                | 12-0                                              | 16 августа 2014                                   | Билли Замбран (27-13-1)                           | Карсон, Калифорния, США                           | KO2 (8), 2:05                                     | |
| 11                                                | 11-0                                              | 21 июня 2014                                      | Девин Варгас (18-3)                               | Карсон, Калифорния, США                           | TKO3 (10), 2:26                                   | |
| 10                                                | 10-0                                              | 3 апреля 2014                                     | Наги Агилера (19-7)                               | Индио, Калифорния, США                            | UD (8)                                            | Счёт: 80-72, 79-73, 79-73. |
| 9                                                 | 9-0                                               | 24 января 2014                                    | Хомеро Фонсека (10-6-3)                           | Индио, Калифорния, США                            | RTD3 (8), 3:00                                    | |
| 8                                                 | 8-0                                               | 26 ноября 2013                                    | Кит Барр (11-4)                                   | Санрайз, Флорида, США                             | TKO2 (6), 2:29                                    | |
| 7                                                 | 7-0                                               | 12 сентября 2013                                  | Джон Хилл (6-2)                                   | MGM Grand Garden Arena, Лас-Вегас, Невада, США    | TKO3 (6), 1:08                                    | |
| 6                                                 | 6-0                                               | 24 августа 2013                                   | Ленрой Томас (16-2)                               | Карсон, Калифорния, США                           | KO4 (8), 2:29                                     | |
| 5                                                 | 5-0                                               | 3 мая 2013                                        | Лэнс Гауч (3-6-2)                                 | Парадайс, Невада, США                             | TKO2 (6), 2:41                                    | |
| 4                                                 | 4-0                                               | 8 марта 2013                                      | Ронни Хэйл (2-5)                                  | Индио, Калифорния, США                            | KO2 (4), 1:16                                     | |
| 3                                                 | 3-0                                               | 11 января 2013                                    | Калеб Граммет (3-2-1)                             | Индио, Калифорния, США                            | KO2 (4), 0:45                                     | |
| 2                                                 | 2-0                                               | 24 ноября 2012                                    | Майк Байссетт (1-0)                               | Онтэрио, Калифорния, США                          | TKO2 (4), 1:17                                    | |
| 1                                                 | 1-0                                               | 9 ноября 2012                                     | Кёртис Ли Тейт (4-3)                              | Индио, Калифорния, США                            | TKO1 (4), 1:06                                    | Профессиональный дебют |

## Награды
- «Раунд года» (3 раунд боя с Изуабе Угонохом) по версии журнала The Ring https://www.ringtv.com/525515-ring-magazine-year-end-awards-2017-eight-winners-revealed/
- Номинация на премию «Возвращение года» по версии журнала The Ring (2017) https://www.ringtv.com/525273-ring-year-end-awards-2017-finalists-comeback-year/
- Номинация на премию «Раунд года» (3 раунд боя с Изуабе Угонохом) по версии канала ESPN (2017) http://allboxing.ru/news/20171229-0728/espn-raund-goda-5-raund-boya-entoni-dzhoshua-vladimir-klichko